# Gele eenstaart
De gele eenstaart of (vroeger meestal) eiken eenstaart (Watsonalla binaria, voorheen Drepana binaria) is een nachtvlinder uit de familie Drepanidae (eenstaartjes).
De spanwijdte van de vlinder bedraagt tussen 18 tot 35 millimeter. De vrouwtjes (35 millimeter) zijn over het algemeen groter dan de mannetjes (30 millimeter).
De waardplanten van de rups zijn eiken, maar ook wel andere loofbomen. De gele eenstaart vliegt in twee generaties per jaar. De vliegtijd is van eind april tot begin september in twee generaties.